# 観応の擾乱
観応の擾乱（かんのうのじょうらん）は、南北朝時代、観応元年/正平5年10月26日（1350年11月26日）から正平7年2月26日（1352年3月12日）にかけて、足利政権の内紛によって行われた戦乱。
将軍・足利尊氏の弟足利直義の派閥が、足利家執事・高師直の派閥に反乱を企てたため、征夷大将軍である足利尊氏がこれを制圧した。
実態は足利政権だけにとどまらず、対立する南朝と北朝、公家と武家同士の確執なども背景とする。複雑な政治状況の中で、日本全国には地域ごとの権力者が存在し、彼らもまた南朝と北朝のどちらを支持するかで立場を変えていた。
また、本項では、この擾乱の中で一時的に生じた南北朝の統一である正平一統や、北朝の再擁立・足利直冬の再起についても併せて解説する。

## 背景

### 足利直義派と高師直派の対立
初期の足利政権においては、将軍である尊氏を筆頭に、足利家の家宰的役割を担い主従制という私的な支配関係を束ねた執事高師直が軍事指揮権を持つ将軍足利尊氏を補佐する一方で、尊氏の弟足利直義は訴訟と安堵を中心とした実務を担っていた。尊氏には高師直を筆頭に守護家の庶子や京都周辺の新興御家人が、直義には司法官僚・守護家の嫡子・地方の豪族がついており、おおむね前者が革新派、後者が保守派と見られる。
訴訟を担う直義は、荘園や経済的権益を武士に押領された領主の訴訟を扱うことが多かった。直義は鎌倉時代の執権政治を理想とし、引付衆など裁判制度の充実や従来からの制度・秩序の維持を指向し、裁定機能の一部を朝廷に残したため、有力御家人とともに公家・寺社の既存の権益を保護する性格を帯びることになった。これに対し、幕府に与した武士の多くは自らの武功をもって恩賞を得るのは当然の権利とし、師直はこのような武士団を統率して南朝方との戦いを遂行していた。それぞれの立場の違いから、必然的に両者は対立するようになっていく。また、師直は将軍尊氏の執事として将軍の権威強化に努めたが、それは師直自身の発言力の強化にもつながるものであった。
この対立は師直と直義のような次元では政治思想的な対立という面もあったが、守護以下の諸武士にあっては対立する武士が師直方につけば自分は直義方につくといった具合で、つまるところ戦乱によって発生した領地や権益を巡る争いで師直、直義、尊氏、直冬、そして南朝といった旗頭になる存在を求めただけという傾向が概して強く、今川範国や細川顕氏らの例に見られるように、自己の都合でもって短期間の内に所属する党派を転々とすることもしばしばであった。さらに両者の対立の背景には足利尊氏の家督継承の経緯と外戚上杉氏の問題もあったとされる。元々、尊氏の父貞氏は、嫡男であった高義に家督を譲って家宰の高師重に補佐させていたが、高義の死によって改めて異母弟の尊氏が後継者になった。ところが、家宰として尊氏を補佐しようとする高氏と長年庶子扱いされてきた尊氏兄弟を支えてきた上杉氏の間で対立が生じ、尊氏が家宰である高氏を政務の中心として置いた一方、直義は脇に追いやられた上杉氏に同情的であった。特に暦応元年（南朝：延元3年、1338年）に明確な理由がないまま上杉重能が出仕停止の処分を受け、同じく上杉憲顕が関東執事を高師冬に交替させられ、重能の代わりに上洛を命じられた事が、上杉氏及び直義の尊氏への反感を高めたと考えられている。
南北朝時代の初期に楠木正成・北畠顕家・新田義貞ら南朝方の武将が相次いで敗死し、高師直・師泰兄弟らの戦功は目覚ましかったが、暦応2年（南朝：延元4年、1339年）に後醍醐天皇が没して後の畿内は比較的平穏な状態となった。そこで直義は師直の活躍の縮小に乗じて事を優位に進めるため、幕府の業務を仁政方から引付方へ移行させてゆく。しかし、師直が率いていた武士たちが狼藉を働く事件が多く発生し、暦応4年（南朝：興国2年、1341年）に塩冶高貞が直義派の桃井直常・山名時氏らに討たれ、翌康永元年（南朝：興国3年、1342年）に土岐頼遠が北朝光厳上皇に狼藉を働いた罪により直義の裁断で斬首されるなどした。こうした裁定に不満をもつ武士たちは師直を立て、直義はなおも権威と制度に固執した。両派の間はますます険悪になりつつあった。
貞和3年（南朝：正平2年、1347年）に入ると、南朝の楠木正行が京都奪還を目指して蜂起して京はにわかに不穏となった。まず9月に直義派の細川顕氏・畠山国清が派遣されてこれを討とうとするも敗北を喫し、11月に山名時氏が増援されたが京都に敗走してしまった。代わって起用された高師直・師泰兄弟は、翌貞和4年（南朝：正平3年、1348年）1月5日の四條畷の戦いで正行を討ち取り南朝軍を撃破、勢いに乗じて南朝の本拠地吉野を陥落させ、後村上天皇ら南朝方は吉野の奥の賀名生へ落ち延びた。この結果、政権内で直義の発言力が低下する一方、師直の勢力が増大、両派の対立に一層の拍車がかかった。

### 直義による師直の排除
そうした中、貞和5年（南朝正平4年、1349年）閏6月、直義は側近の上杉重能や畠山直宗、禅僧大同妙喆らの進言を容れて、師直の悪行の数々を挙げてこれを糾弾、その執事職を免じることを尊氏に迫りこれを成し遂げた。そのため、一時的に、師直の甥の師世が執事として立った。そして直義はこれを機に師直の徹底的排除に乗り出す。『太平記』にはこの時、直義方による師直の暗殺未遂騒動まであったことが記されているが、直義はさらに光厳上皇に師直追討の院宣の渙発を奏請してまで師直を討とうとしている。
尊氏は直義と師直の不和に対して直義邸を訪れ「人の噂に惑わされるな」と諭したという(園太暦)。

### 高師直の決起
同年8月12日、師直は河内から軍勢を率いて上洛した師泰と合流して、直義を一気に追い落とすクーデター(御所巻)を仕掛けた。
意表を衝かれた直義は翌13日に尊氏の屋敷に逃げ込み、これで危機を脱するかに見えた。しかし師直方の軍勢は、そこが将軍御所であろうとまったく意に介さずこれを包囲した上で、君側の奸臣として上杉重能と畠山直宗の身柄引き渡しを要求した。直義にとってこの両名を失うことは両腕をもがれるようなものなのでこれを許さなかったが、それならばと師直は包囲網を固めて兵糧攻めの構えを見せる。すったもんだの末に禅僧夢窓疎石が仲介に奔走し、ここに重能・直宗を配流とすること、そして直義は出家して幕政からは退くことの2条件のもとに師直は包囲を解くことに同意。ここに創業間もない足利幕府の屋台骨を揺るがした政変もひとまず終息に向かった。
直義に替わって幕府の政務統括者となったのは、鎌倉を治めていた尊氏の嫡男・義詮だった。そしてこの義詮の帰洛と入れ替わりに鎌倉に下向したのは、新たに初代鎌倉公方として関東の統治を任された義詮の弟・基氏だった。基氏には実務者として上杉憲顕をつけ、関東執事としてその輔佐にあたらせた。しかし憲顕は他でもない重能の兄弟である。師直はこれを警戒して、高師冬も関東執事に還任させ目付とした。
この一連の政変を通じてその立場が判然としないのが、師直と直義の間にあって終始揺れ動いた尊氏である。その動静をめぐっては、局外中立を貫いていたとする説、優柔不断で日和見をしていたとする説、そもそも尊氏は直義方を排除するために師直と示し合わせていたとする説など、さまざまな解釈がある。いずれにしてもこの一件は、それまでは曲がりなりにも協調路線を取っていた尊氏と直義がついにその袂を分かつ発端となった。
同年11月に義詮が入京。12月8日、直義は出家して恵源と号した。ところが早くもその月内に上杉重能と畠山直宗が配流先で、師直配下の越前国守護代・八木光勝に暗殺されるという事件が起きる。ここに師直と直義の間の緊張は再び高まった。

### 足利直冬の台頭
この年の4月に長門探題に任命されて備後に滞在していた直冬は、事件を知って義父の直義に味方するために中国地方の兵を集めて上洛しようとしたが、尊氏が討伐令を出したため九州に敗走し、今度は九州で地盤を固め始めた。尊氏方は出家と上洛を命じるが従わなかったため、再度討伐令を出した。直冬は拡大させた勢力を背景に大宰府の少弐頼尚と組み、南朝方とも協調路線をとって対抗した。
翌貞和6年（南朝：正平5年、1350年）、北朝は「貞和」から「観応」に改元。この頃各地で南朝方の武家が直冬を立てて挙兵する。10月28日、西で拡大する直冬の勢力が容易ならざるものと見た尊氏は自ら追討のために出陣、備前まで進んだ。

## 経過

### 直義の京都出奔と擾乱の勃発
ところが、直冬討伐へ尊氏が出陣する直前の10月26日夜に、直義は京都を出奔していた。一般に、この事件をもって観応の擾乱の開始とする。
直義は大和に入り、11月20日に畠山国清に迎えられて河内石川城に入城、師直・師泰兄弟討伐を呼びかけ、国清、桃井直常、石塔頼房、細川顕氏、吉良貞氏、山名時氏、斯波高経らを味方に付けて決起した。こうして、戦乱が本格的に始まった。
関東では12月に関東執事を務めていた上杉憲顕と高師冬の2名が争い、憲顕が師冬を駆逐して執事職を独占する。直義方のこうした動きに直冬討伐どころではなくなり、尊氏は同月に備後から軍を返し、高兄弟も加わる。北朝の光厳上皇による直義追討令が出されると、12月に直義は一転してそれまで敵対していた南朝方に降り、対抗姿勢を見せた。

### 高一族の滅亡
観応2年（南朝：正平6年、1351年）1月、直義軍は京都に進撃。留守を預かる足利義詮は備前の尊氏の下に落ち延びた。2月、尊氏軍は京都を目指すが、播磨光明寺城での光明寺合戦及び2月17日の摂津打出浜の戦いで直義軍に相次いで敗北する。南朝方を含む直義の優勢を前に、尊氏は寵童饗庭氏直を代理人に立てて直義との和議を図った。この交渉において尊氏は、表向きは師直の出家を条件として挙げていたが、実際は氏直を通じて直義に"師直の殺害を許可する"旨の密命を伝えていた。2月20日、和議は成立するも、果たして2月26日、高兄弟は摂津から京都への護送中に、待ち受けていた直義派の上杉能憲の軍勢により、摂津武庫川で一族と共に謀殺される。長年の政敵を排した直義は義詮の補佐として政務に復帰、九州の直冬は九州探題に任じられた。

### 直義と尊氏の対立
高兄弟を失っていったんは平穏が戻ったものの、政権内部では直義派と反直義派との対立構造は存在したままで、それぞれの武将が独自の行動を取り、両派の衝突が避けられない状況になっていった。高一族滅亡から半年も経たないうちに、尊氏は直義派の一掃を図るため、直義派の武将の処罰や自派の武将に対する恩賞を優先した。謁見に訪れた直義派の細川顕氏を太刀で脅して強引に自派に取り込むなど直義派の懐柔も図った。一方戦役の武功に準じた報酬や裁定を挙げられない直義の政治は武士たちに受け入れられず、これも直義派から武将が離反する原因となるなど、徐々に形勢は尊氏方に移っていった。南朝に帰順を示した直義は、北朝との和議を交渉したが不調に終わる。調停を担った南朝方の楠木正儀は、このときの固陋な南朝方の態度に怒りを覚え、今南方を攻めるなら自分はそれに呼応するとまで口走ったとされている。
3月30日直義派の事務方の武将である斎藤利泰が何者かに暗殺され、5月4日には直義派の最強硬派である桃井直常が襲撃され辛くも危機を脱するという事件が発生した。尊氏は、近江の佐々木道誉と播磨の赤松則祐らが南朝と通じて尊氏から離反したことにして、7月28日に尊氏は近江へ、義詮は播磨へそれぞれ出兵することで東西から直義を挟撃する態勢を整えた。8月1日、事態を悟った直義は桃井、斯波、山名をはじめ自派の武将を伴って京都を脱出し、自派の地盤である北陸・信濃を経て鎌倉へ逃亡した。この陰謀については道誉が首謀者であるとの説がある。このとき直義は光厳上皇に比叡山へ逃れるよう勧めているが、受け入れられなかった。

### 正平一統
京から直義派を排除したものの、直義は関東・北陸・山陰を抑え、西国では直冬が勢力を伸ばしていた。尊氏は直義と南朝の分断を図るため、佐々木道誉らの進言を受けて今度は南朝からの直義・直冬追討の綸旨を要請するため、南朝に和議を提案した。南朝方は、北朝方にある三種の神器を渡し、政権を返上することなどを条件とした。明らかに北朝に不利な条件だったが、観応2年（1351年）10月24日尊氏は条件を容れて南朝に降伏し綸旨を得た。この和睦に従って南朝の勅使が入京し、11月7日北朝の崇光天皇や皇太子直仁親王は廃され、関白二条良基らも更迭された。また元号も北朝の観応2年が廃されて南朝の正平6年に統一された。これを正平一統（しょうへいいっとう）と呼ぶ。12月23日には南朝方が神器を回収した。実質的にこれは北朝方の南朝側への無条件降伏となった。
尊氏は義詮に具体的な交渉を任せたが、南朝方は、北朝方によって任じられた天台座主始め寺社の要職を更迭して南朝方の者を据えること、建武の新政において公家や寺社に与えるため没収された地頭職を足利政権が旧主に返還したことの取り消しなどを求め、北朝方と対立する。義詮は譲歩の確認のために尊氏と連絡し、万一の際の退路を確保するなど紛糾した。

### 薩埵峠の戦い
一方、尊氏は直義追討のために出陣、12月の薩埵峠の戦いや相模国早川尻の戦いなどで直義方を破り、翌正平7年（1352年）1月には鎌倉に追い込んで降伏させた。

### 直義の死と擾乱の決着
その後、直義は鎌倉の浄妙寺境内の延福寺に幽閉された。2月25日には鎌倉で尊氏の四男基氏の元服が行われている。その翌日、直義は2月26日（西暦3月12日）に急死した。公には病没とされたが、この日は高師直の一周忌にあたり、『太平記』の物語でも尊氏による毒殺であると描かれていることから、毒殺説を支持する研究者としない研究者に分かれる。
一般に、直義の死をもって擾乱の決着とする。

## 擾乱後の動乱

### 正平一統の破談
足利一族内の擾乱は一応の決着を迎えたものの、南朝は正平一統の和議を受け勢力を増す。かつての後醍醐天皇の側近であり、この当時南朝の頭脳・調停者として事実上の指導者であった北畠親房を中心に、南朝は京都と鎌倉から北朝と足利勢力の一掃を画策した。
まず閏2月6日に南朝は尊氏の征夷大将軍を解き、これに替えて宗良親王を任じる。すると新田義興・脇屋義治・北条時行らが宗良親王を奉じて挙兵し鎌倉に進軍した。鎌倉の尊氏は一旦武蔵国まで引いたため、同18日には南朝方が一時的に鎌倉を奪還した。しかし尊氏は武蔵国の各地緒戦で勝利し、3月までに新田義宗は越後、宗良親王は信濃に落ち延び、鎌倉は再び尊氏が占領した。
一方閏2月19日には北畠親房の指揮下、楠木正儀・千種顕経・北畠顕能を始めとする南朝方が京都に進軍、翌日には七条大宮付近で義詮・細川顕氏らの軍勢と戦い、義詮を近江に駆逐して入京した。24日には准后宣下を賜った北畠親房が16年ぶりに京都に帰還、続いて北朝の光厳・光明・崇光の3上皇と皇太子直仁親王を南朝方本拠の賀名生へ移した。後村上天皇は行宮を賀名生から河内国東条、摂津国住吉、さらに山城国男山八幡へと移して京をうかがった。義詮は、近江の佐々木道誉、四国の細川顕氏、美濃の土岐頼康、播磨の赤松氏らに加え、足利直義派だった山名時氏や斯波高経らの助力も得て布陣を整え、3月15日には京へ押し返してこれを奪還、さらに21日には男山八幡に後村上天皇を包囲し兵糧攻めにした。この包囲戦は2か月にもおよぶ長期戦となり、飢えに苦しんだ南朝方は5月11日に後村上天皇が側近を伴い脱出、男山八幡は陥落した。
こうした事態を受けて尊氏と義詮は相次いで3月までに観応の元号復活を宣言、ここに正平一統はわずか4か月あまりで瓦解した。

### 北朝の再擁立
尊氏が南朝に降った時に南朝が要求した条件に、皇位は南朝に任せるという項目があったため、北朝の皇位の正統性は弱められる結果となった。京都は奪還したものの、治天の君だった光厳上皇、天皇を退位した直後の崇光上皇、皇太子直仁親王は依然として南朝にあり、さらに後醍醐天皇が偽器であると主張していた北朝の三種の神器までもが南朝に接収されたため、北朝は治天・天皇・皇太子・神器不在の事態に陥った。また武家にとっても尊氏が征夷大将軍を解任されたため、政権自体が法的根拠を失ってしまう状況になった。最終的な政治裁可を下しうる治天・天皇の不在がこのまま続けば、京都の諸勢力らの政治執行がすべて遅滞することになる。北朝と幕府は深刻な政治的危機に直面することになったのである。
事態を憂慮した道誉、元関白の二条良基らは勧修寺経顕や尊氏と相計って、光厳・光明の生母広義門院に治天の君となることを要請し、困難な折衝の上ようやく受諾を取り付けた。広義門院が伝国詔宣を行うこととなり、崇光上皇の弟・弥仁が8月17日後光厳天皇として践祚し、これにより名実ともに北朝と幕府、そして征夷大将軍職が復興した。9月27日、北朝は正平一統はなされなかったとして従来の観応からの改元を行い、文和元年とした。
良基は神器なしの新天皇即位に躊躇する公家に対して「尊氏が剣となり、良基が璽となる。何ぞ不可ならん」と啖呵を切ったと言われているが、当時、過去に後白河法皇が後鳥羽天皇を即位させた例にあるように、即位に当たって神器の存在は必ずしも要件とはなっておらず、治天による伝国詔宣により即位が可能であるとする観念が存在していた。南朝方が治天を含む皇族を拉致したのはそのためだが、北朝方はその盲点を衝くかたちで女院を治天にするという苦肉の策でこの危機を乗り切ったのである。
だが、この一連の流れは正平一統と相まって、後に北朝でなく南朝に皇統の正統性を認める原因の1つとなり、北朝と幕府の権威は大幅に低下した。

### 時氏離反と道誉の伸長
南朝との戦において一時は旧直義派との協力関係を構築できたかに見えた尊氏・義詮派だったが、文和2年（南朝：正平8年、1353年）には道誉と山名時氏・師義父子が所領問題で対立し、時氏が再び将軍側から離反するという事態を招く。時氏は出雲に侵攻し道誉の武将吉田厳覚を打ち破り出雲を制圧、そのまま南朝の楠木正儀と連合し6月、京都に突入する。
義詮は正平一統破談の後に天皇を奪われ足利政権崩壊の危機を招いた経験から、まず天皇の避難を最優先に行なった。天皇を山門に避難させると、自らは京都に残り京都の防衛を試みたが結局打ち破られ天皇共々東へ落ち延びることになった。この中で道誉の息子佐々木秀綱が戦死、義詮は美濃にまで落ち延びる。義詮は独力での京都奪還を諦め尊氏に救援を求める。尊氏が鎌倉から上京すると時氏らは京都を放棄し撤退、足利方は京都を回復した。
元来道誉は佐々木家庶流として恩賞の沙汰などを取り扱っていた。しかしながら天皇不在という緊急事態の解決や、南朝との戦において功績を示した。よってこの頃から義詮第一の側近としてその存在感は著しく大きなものとなり、事実上の武家方の最高権力者となり政権の舵取りをするようになる。ただし道誉にはトラブルメーカー的な側面も大きく、これ以後道誉と対立した武将が武家方から離反しもしくは放逐され南朝方に帰順するという政変・戦が繰り返されることになる。

### 直冬蜂起
九州では直冬が猛勢を誇っていた。もともと九州は尊氏が北畠顕家に敗れて落ち延び、その後上京した際に一色範氏を九州探題として残していたが、範氏が在地の守護層と厳しく対立していた上、後醍醐天皇が自身の息子懐良親王を征西大将軍として派遣し、懐良親王は菊池武光を指揮下に入れ勢力を伸長させていた。このような複雑な情勢の中で、国人層は恩賞を求め右往左往していた。
直冬は九州に到来するやいなや文書を多数発給し新たな主のもと勢力の伸長を目指す国人層から支持を得た。尊氏は師直らと図り一色派の守護に直冬討伐令を出す。直冬は尊氏と対立する身でありながら、尊氏の実子という自らの立場を利用し勢力を伸ばしていた。一方で尊氏から直冬討伐令が出されるという事態に対して直冬は「これは師直の陰謀である」と宣伝するという対応を取った。直冬は尊氏の本心が奈辺にあるのか一番よく分かっていたであろうが、直冬には尊氏の実子という立場以外この時頼るものはなかった。尊氏の直冬への憎悪自体常軌を逸した一種のパラノイアのようなものであり、遠く離れた九州の武士達には理解が及ばず、「尊氏の実子直冬が、逆賊師直を討伐すべく九州で兵を集めている」という直冬が提示した分かりやすい大義名分は次第に支持を集めていった。
直冬の勢力伸長に対して、在地の守護の筆頭であった少弐頼尚は範氏を打ち破る為の旗頭として直冬に注目する。こうして貞和6年（南朝：正平5年、1350年）に直冬と頼尚は連合し、範氏を打ち破り博多を奪う。しかしながら観応3年（南朝：正平7年、1352年）に直義が死亡すると直冬の勢力は一気に崩壊、諸武士の離反が相次ぐ中で頼尚だけは最後まで直冬を支え続けたが結局直冬は九州から逃亡する。
この際、直冬は九州を統治することではなくあくまで上京し尊氏・義詮を殺害することを目的としていたから、中国地方に対する政治工作を活発に行なっており、直冬派が九州で崩壊した後も直冬は中国地方、特に長門と石見では勢力を保っていた。
文和3年（南朝：正平9年、1354年）5月には、桃井直常、山名時氏、大内弘世ら旧直義派の武将を糾合すると直冬は石見から上京を開始する。文和4年（南朝：正平10年、1355年）1月には南朝と結んで京都を奪還する。しかし神南の戦いで、主力の一角山名勢が、佐々木道誉、赤松則祐を指揮下に入れる義詮に徹底的に打ち破られ崩壊する。直冬は東寺に拠って戦闘を継続したが、義詮は奮戦し徐々に追い詰められてゆく。そして最後には尊氏が自ら率いる軍が東寺に突撃し直冬は撃破され敗走した。尊氏は東寺の本陣に突入したあと自ら首実検をして直冬を討ち取れたか確認しており、尊氏の直冬への憎悪の程が推察される。
直冬勢は結局このまま完全に崩壊し、直冬は西国で以後20年以上逼塞することになり、消息は明確でない。大内弘世と山名時氏は貞治2年（南朝：正平18年、1363年）には幕府に帰順している。
尊氏はこの一連の戦闘の間に受けた矢傷が原因となり3年後の延文3年（南朝：正平13年、1358年）に戦病死している。

## 影響
室町将軍の権力確立
この乱により、師直と直義に分割されていた武家方の権力は、将軍尊氏と嫡子義詮のもとに一本化され、将軍の親裁権は強化された。また、直義の目指した鎌倉幕府の継承路線は形骸化し、師直が推進した将軍の命令とその実施を命じた執事の施行状・奉書の発給によって上意下達が行われていく室町幕府の指揮系統が確立されることになる。その後、将軍を継いだ義詮によって執事の廃止と更なる将軍の親裁権の強化が図られたが、その早世によって挫折する。そして、幼少の3代将軍義満を補佐するために、執事が引付頭人の職権を吸収した新たな役職「管領」が成立することになる。
また、恩賞地に関する幕府追加法が増加し、恩賞地を複数の武士に充行った場合や寺社への寄進地と武士の恩賞地が重複した場合の対処を定めた。亀田俊和によると、こうした恩賞宛行はかなりの武士を満足させた。
南朝の延命
室町将軍の権威強化の一方で師直によって吉野を落とされ滅亡寸前にまで追い込まれた南朝は、直義・尊氏が相次いで降ったことで息を吹き返し、その結果南北朝の動乱が長引いた。
北朝内の皇統対立
後光厳、後円融、後小松、称光と4代にわたって後光厳系が皇位についた一方、兄筋の崇光上皇の子孫は嫡流から排されて世襲親王家である伏見宮家として存続し、北朝内部でも皇位継承をめぐる両系統間の確執があったとされている。結局、後光厳の系統は称光の代で途絶え、後南朝を牽制するために伏見宮家から皇統を迎えて後花園天皇とし、以降皇位は伏見宮家から擁立することとなった。
武将間の対立
一度直義に与した武将達と、一貫して尊氏に従った武将達との間で派閥が現れ、守護大名を勢力の中心として2つの派閥が拮抗する情勢が生まれた。義詮の晩年の頃には、この対立が顕著になっていた。
守護の権力拡大
半済令には守護の取り分を限定することにより寺社本所領を保護する側面はあったものの、擾乱以前には建前として禁止されていた兵粮料所の設置が認められた。これにより、諸国の守護が自身や配下の武士に分国内の所領配分を行うことで、守護権力が向上した。
所領安堵の簡素化
鎌倉幕府を踏襲した直義期の煩瑣な所領安堵手続きが直義の失脚とともに、守護の推薦状があれば即時に所領安堵が行われる仕組みに移行した。
恩賞による武家任官
直義期の任官はあくまで成功（じょうごう）に基づいていた。しかし、擾乱以降には北朝・室町幕府の武家任官も恩賞を理由として行われた。
訴訟制度の合理化
幕府の庶務沙汰において、理非糾明による審理はそれが必要と判断される場合のみに限定し、裁判の迅速化と簡素化を狙った。